# Himella
Pour les articles homonymes, voir Himella (homonymie).
Genre
Himella Dallas, 1852 est un genre d'insectes hétéroptères de la famille des Coreidae présent dans chaque hémisphère. 

## Répartition
Ce genre est néotropical, rencontré au Panama, au Surinam, au Pérou, au Sud du Brésil et au NE de l'Argentine.

## Systématique
Le genre a été décrit par Dallas en 1852, pour une première espèce, H. venosa. En 1986, Harry Brailovsky et Ernesto Barrera décrivent deux nouvelles espèces, H. incaica, du Pérou, et H. paramerana, du Suriname.

### Taxonomie
Il ne faut pas le confondre avec Himella Grote, 1874, genre de papillon de la famille des Noctuidae, aujourd'hui rebaptisé Kocakina en raison de l'homonymie avec le précédent. 

## Liste des espèces
Selon BioLib (27 août 2022) :
- Himella incaica Brailovsky & Barrera, 1986
- Himella paramerana Brailovsky & Barrera, 1986
- Himella venosa Dallas, 1852